# Цолодинский сельсовет
Цолодинский сельсовет — административно-территориальная единица и муниципальное образование со статусом сельского поселения в Ахвахском районе Дагестана Российской Федерации.
Административный центр — село Цолода.

## Население
| 2002  | 2010  | 2012  | 2013  | 2014  | 2015  | 2016  |
| ----- | ----- | ----- | ----- | ----- | ----- | ----- |
| 2226  | ↗2525 | ↗2572 | ↗2638 | ↗2687 | ↗2766 | ↗2845 |
| 2017  | 2018  | 2019  | 2020  | 2021  | 2023  | 2024  |
| ↗2948 | ↗3004 | ↗3088 | ↗3156 | ↗3471 | ↗3556 | ↗3595 |

## Состав
| № | Населённый пункт | Тип населённого пункта       | Население |
| - | ---------------- | ---------------------------- | --------- |
| 1 | Цияб-Цолода      | село                         | ↗2800     |
| 2 | Цолода           | село, административный центр | ↗671      |

Село Цияб-Цолода является анклавом на территории Хасавюртовского района.